# لتیشیا بوفونی سیلوا
لتیشیا بوفونی سیلوا (زادهٔ ۱۳ آوریل ۱۹۹۳) یک اسکیت‌باز حرفه‌ای خیابانی با تابعیت برزیلی-آمریکایی است. او شش بار برنده مدال طلای ایکس گیمز شده است.

## دوران کودکی
بوفونی در ساو پائولو به دنیا آمد. او از سن ۹ سالگی اسکیت‌برد زدن را آغاز کرد و مادربزرگش در سن ۱۱ سالگی اولین اسکیت‌برد او را خرید.
او در این باره می‌گوید: «من در خیابان بزرگ شدم و همیشه در حال ورزش بودم. ما کامپیوتر نداشتیم، گوشی هوشمند هم نبود. همه بچه‌ها شروع به اسکیت‌برد زدن کردند، بنابراین من هم شروع کردم.»
او همچنین اشاره کرده است: "پدرم تخته‌ام را شکست تا دیگر اسکیت نزنم. من از ۹ سالگی شروع به اسکیت‌برد زدن کرده بودم؛ با تمام پسرهای محله‌ام اسکیت می‌زدم و او از این که تنها دختر در میان ۱۰ پسر بودم، عصبانی بود. او تخته‌ام را جلوی من شکست و گفت: 'دیگر هرگز اسکیت نخواهی زد.' " در نهایت، پدرش تسلیم شد.
در سن ۱۴ سالگی، بوفونی با دوستان بزرگ‌تر به ایالات متحده نقل مکان کرد. او در مدرسه دبیرستان هالیوود تحصیل کرد، اما به دلیل غیبت زیاد از مدرسه مجبور به ترک آن شد.

## حرفه
در سال ۲۰۰۷، بوفونی در سن ۱۴ سالگی در نخستین ایکس گیمز خود که در لس آنجلس برگزار شد، شرکت کرد.
او پنج بار برنده مدال طلای ایکس گیمز است. با پیروزی‌اش در ایکس گیمز شانگهای ۲۰۱۹، او رکورد ده‌ساله السا استیمر برای بیشترین تعداد مدال طلای زنان در بخش خیابانی را مساوی کرد. به‌طور کلی، او شش مدال متوالی در بخش خیابانی زنان ایکس گیمز (۲۰۱۰–۲۰۱۴) و عنوان قهرمانی در شانگهای ۲۰۱۹ را کسب کرده است.
او به یکی از شناخته‌شده‌ترین و تأثیرگذارترین ورزشکاران ورزشی اکشن در جهان تبدیل شده است. بوفونی به مدت چهار سال متوالی از ۲۰۱۰ تا ۲۰۱۳ به عنوان بهترین اسکیت‌باز خیابانی زن توسط جام جهانی اسکیت‌برد رتبه‌بندی شد و در کتاب رکوردهای گینس (۲۰۱۷) به عنوان «بیشترین پیروزی در جام جهانی اسکیت‌برد» معرفی شد. در سال ۲۰۱۳، او برای جایزه ای‌اسپی‌وای اِوارد به عنوان بهترین ورزشکار زن ورزشی اکشن نامزد شد.
در سال ۲۰۱۵، او نخستین قهرمان جهان در مسابقات لیگ خیابان اسکیت‌برد در بخش زنان شد که در شیکاگو، ایلینوی برگزار شد. او همچنین در مجله ای‌اسپی‌ان – بادی ایشو حضور داشت. او همچنین در سال ۲۰۱۵ اولین اسکیت‌باز زن بود که با نایک اسکیت‌برد قرارداد امضا کرد.
در سال ۲۰۱۸، فوربز بوفونی را به عنوان یکی از قدرتمندترین زنان در ورزش‌های بین‌المللی برای سال ۲۰۱۸ (#۲۵) معرفی کرد. و در لیست ورزشکاران قابل بازاریابی جهانی برای سال ۲۰۱۸ (#۴۱) قرار گرفت. همچنین در سال ۲۰۱۸، او در لیست «زیر ۳۰» فوربز برزیل قرار گرفت.
در سال ۲۰۲۲، بوفونی رکورد جهانی (تأیید شده توسط رکوردهای جهانی گینس) برای بالاترین گرانید اسکیت‌برد خارج از عقب یک هواپیمای پرنده را ثبت کرد. این رکورد زمانی ثبت شد که هواپیما بر فراز مرسد، کالیفرنیا در حال پرواز بود. ویدیوی این رکورد در سال ۲۰۲۳ به سرعت در اینترنت منتشر شد. هواپیما یک هواپیمای ترابری C-۱۳۰ بود و در ارتفاع ۹٬۰۲۲ فوتی هنگامی که بوفونی اسکیت‌برد گرانید را انجام داد، پرواز می‌کرد.
بوفونی نماینده رسمی ورزشکاران ورد اسکیت، نهاد حاکم بر اسکیت‌برد که توسط کمیته بین‌المللی المپیک به رسمیت شناخته شده است، می‌باشد.

## زندگی شخصی
در آوریل ۲۰۲۱، بوفونی شهروند ایالات متحده شد.